# Honda S500

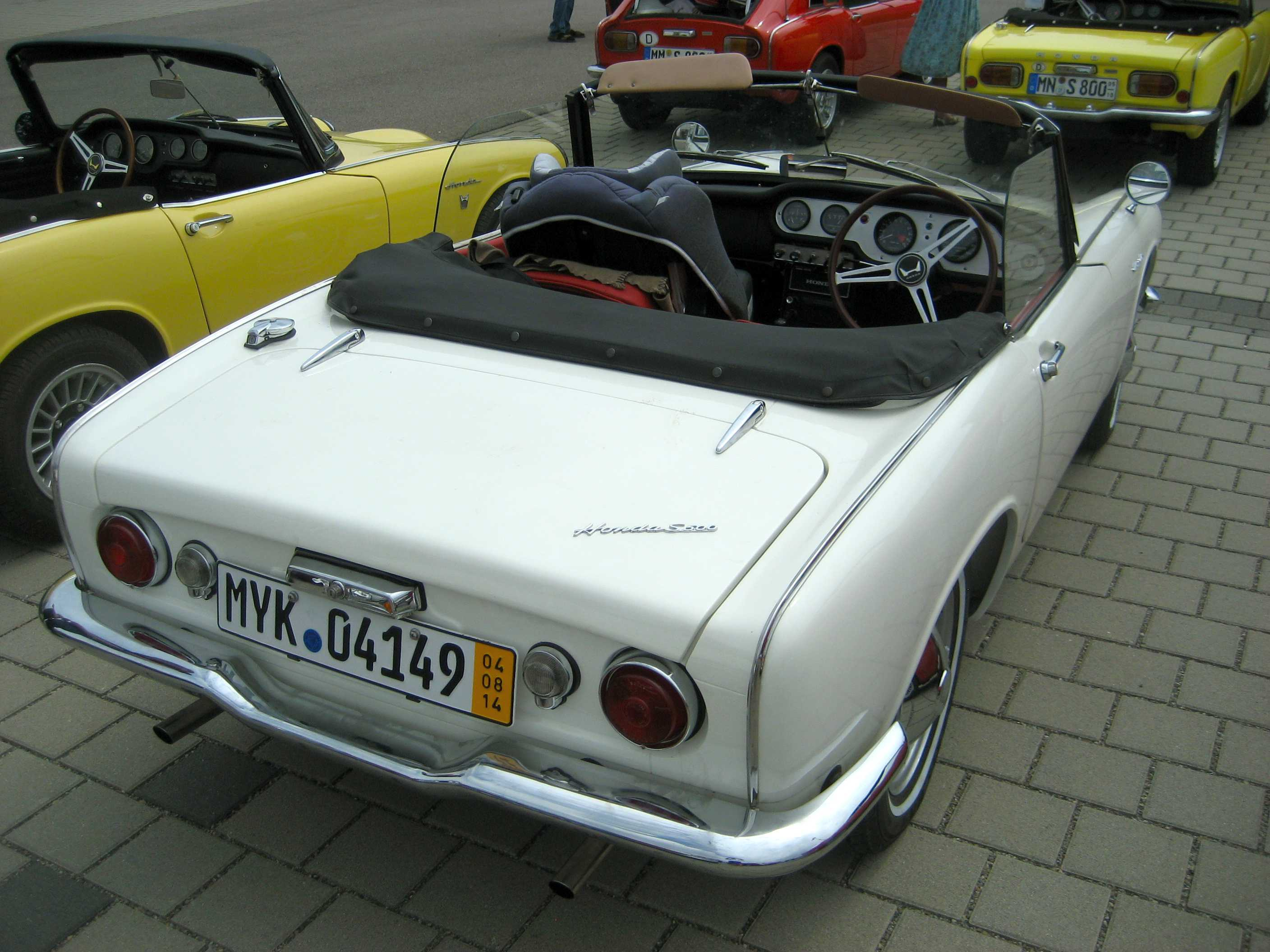
Heckansicht

Der Honda S500 (Typcode AS280, Produktcode 504) war Hondas erster PKW. Das S stand für Sports car (Sportwagen) und die Zahl für den Hubraum in cm³.
Dieser kleine Sportwagen wurde am 25. Oktober 1962 als Sportwagen-Vorserienmodell Sports500 auf der 9. Tokyo Motor Show, neben dem Sportwagen-Prototyp Sports360 und dem T360, Hondas erstem Kleintransporter, der Öffentlichkeit präsentiert. Er wurde ab August 1963 nur als Cabriolet im Werk Hamamatsu bis September 1964 gebaut.

## Vorstellung
Am 16. Juni 1963 platzierte Honda eine Werbung als Quiz, bei dem die japanische Bevölkerung den Kaufpreis des S500 erraten sollte. Es wurden 5.735.417 Zusendungen gezählt und der meistgenannte Preis lag bei 485.000 Yen, der im Juli von Honda mit 459.000 Yen festgelegt wurde. Die Presse konnte im August 1963 Testfahrten auf der Honda eigenen Arakawa-Teststrecke unternehmen.
Sōichirō Honda war am 29. August 1963 persönlich anwesend, als der S500 auf einem Rheindampfer bei Koblenz erstmals der europäischen Öffentlichkeit vorgestellt wurde. Dieses rote Fahrzeug war ein Linkslenker mit einer schwarzen Innenausstattung und trug später für Werbezwecke ein deutsches Kennzeichen. In den USA wurde ebenfalls ein roter Wagen mit beiger Innenausstattung gezeigt und trug für Werbezwecke ein amerikanisches Kennzeichen. Der kleine Sportwagen wurde ab Oktober 1963 bis 1964 aber nur in Japan als Rechtslenker verkauft.

## Technik

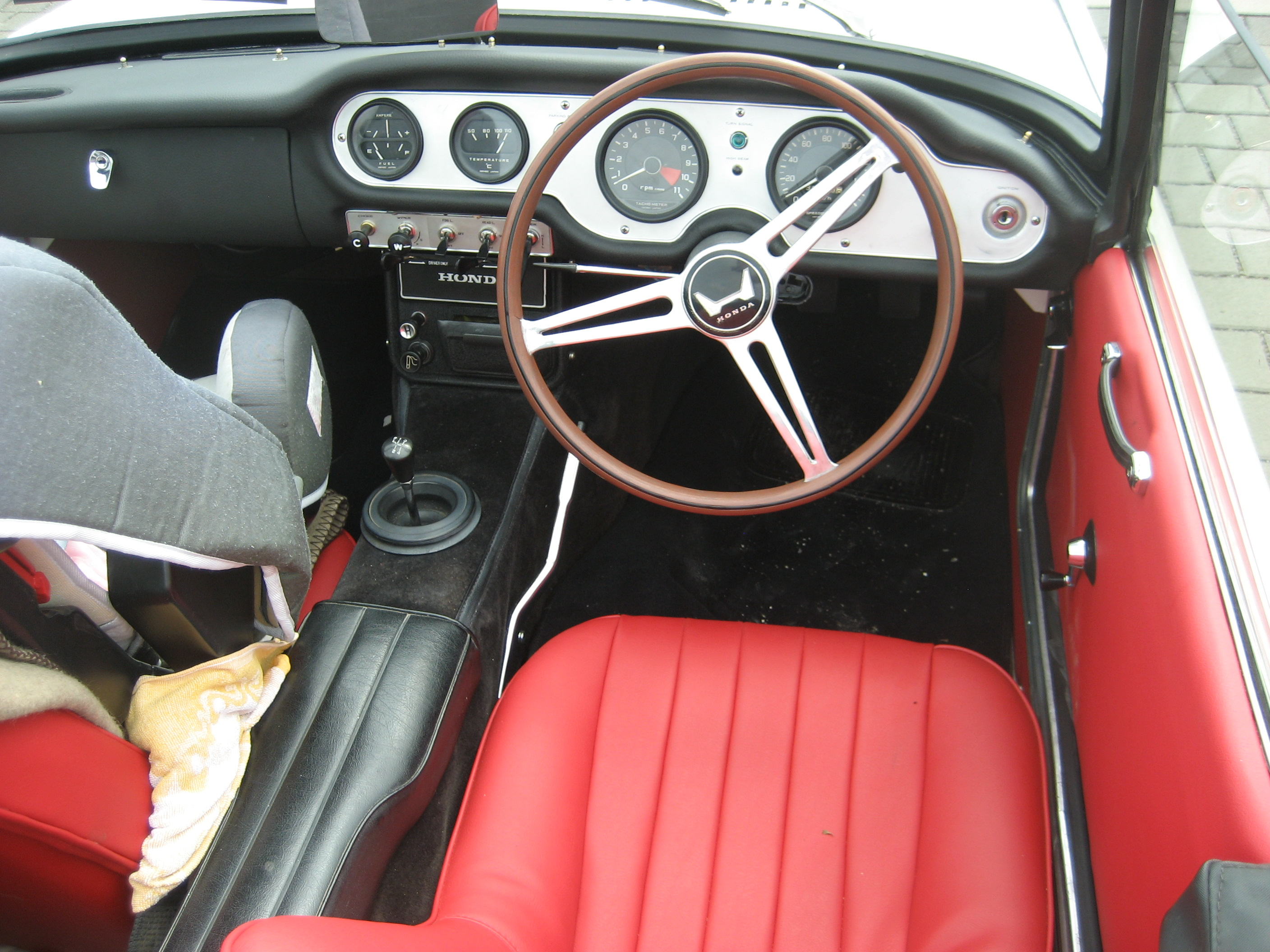
Honda S500 Armaturen Rechtslenker

Als Antrieb diente ein wassergekühlter 531-cm³-Motor mit 44 PS (32 kW) bei 8.000/min. Der Sports500-Prototyp hatte noch 492 cm³ und 40 PS (29 kW) bei 8.000/min. Die mittlere Kolbengeschwindigkeit bei Nenndrehzahl war damit 15,46 m/s. Daraus ergab sich eine für ein Serienfahrzeug dieser Zeit hohe Literleistung von 88,5 PS/l. Zwei obenliegende Nockenwellen betätigten die Ventile über Tassenstößel. Die Kurbelwelle und das untere Pleuelauge hatten Nadellager. Für jeden Zylinder war ein eigener unterdruckgesteuerter Keihin-Vergaser vorgesehen, ein kombinierter Drosselklappen/Schieber-Vergaser (Typ CVB 31-26-1 mit 26 mm Lufttrichter oder Typ RP 35-29P-40 mit 29 mm Lufttrichter).

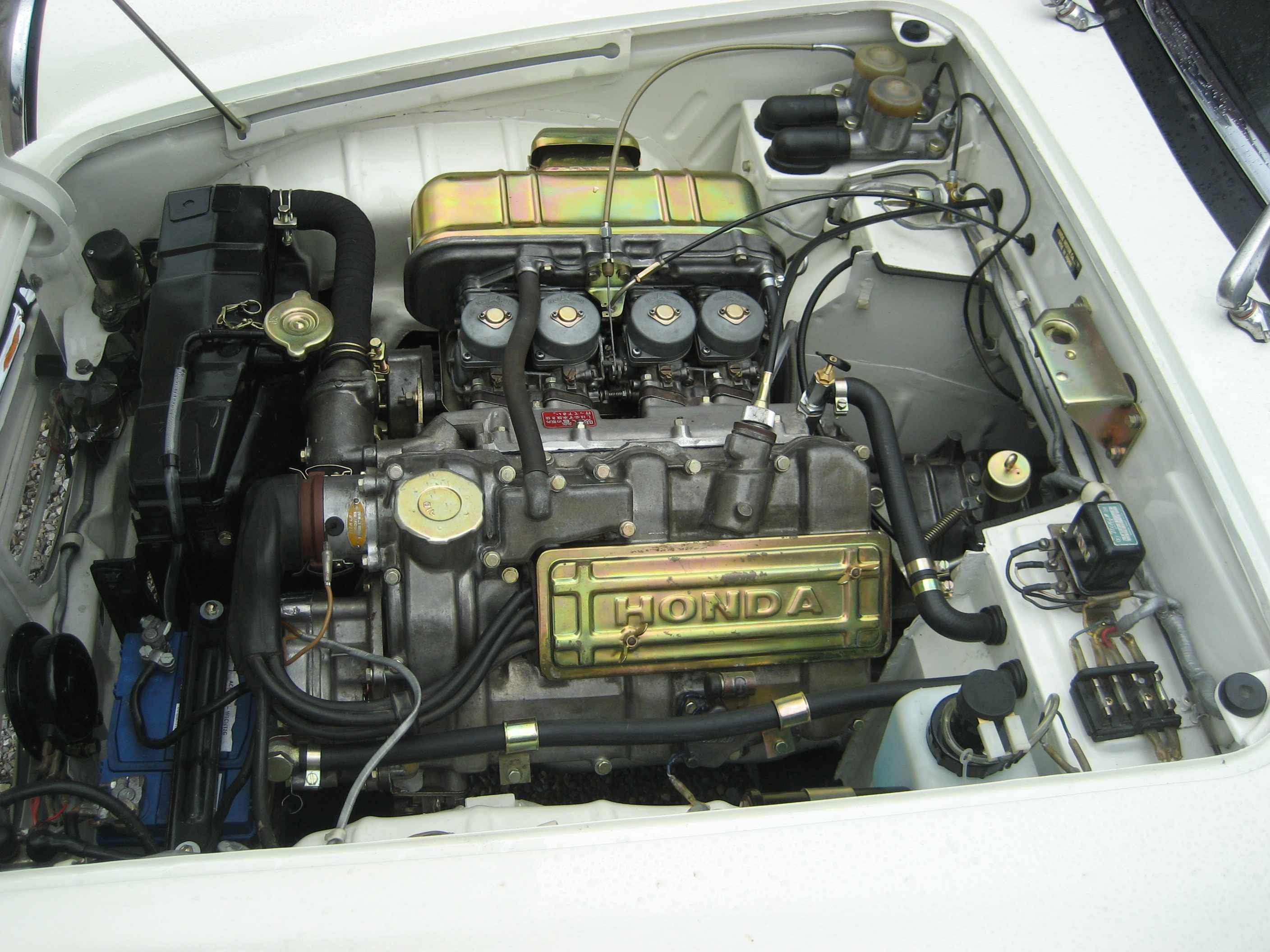
Honda S500 Motor von links

Die Kraft wurde über eine Kardanwelle auf ein Differential zu den Antriebswellen und von dort über je eine Kette links und rechts auf die Hinterräder übertragen. Die Kettenkästen mit Ölbad waren als Schwingen durch Schraubenfedern mit innenliegenden Teleskopstoßdämpfern am Rahmen abgestützt. Der Wagen hatte somit eine Einzelradaufhängung. Dieses Bauprinzip behielt Honda für die ganze Sports-Baureihe bei. Nur der spätere S800 bekam ab Mai 1966 eine Starrachse an vier Längslenkern und Panhardstab. Die Vorderräder waren an Querlenkern geführt und durch Stoßdämpfer gedämpft, sowie durch längsliegende Drehstäbe gefedert, die im Rahmen befestigt waren. Die Stahlblech-Karosserie, auf einem separaten Rahmen angeschraubt, war zum Teil feuerverzinkt. Die Verzögerung übernahmen vorne und hinten Trommelbremsen. Zu erkennen ist der S500 durch eine kuppelförmige Glasabdeckung (wie auch die erste Serie des S600), die über den Hauptscheinwerfer und dem Standlicht-Glas reicht, sowie am Frontgrill.

## Der S500 im Motorsport
Auch im Rennsport wurde der S500, mit einem der wenigen Linkslenker, eingesetzt. An der Langstreckenfahrt Spa-Sofia-Lüttich (Marathon de la Route) 1963, über ca. 5.500 km fuhren die Japaner Nobuo Koka und Giichi Suzuki mit einem weißen S500 Cabrio/Hardtop (Nr. 58) mit, schieden aber wegen eines Unfalls in der Nähe von Ljubljana/Jugoslawien mit tödlichem Ausgang für Giichi Suzuki aus. Er hatte 1959 für Honda zum ersten Mal am populären Rennen an der Tourist Trophy auf der Isle of Man in der 125er Klasse der Motorräder teilgenommen und fuhr im Rennen auf den siebten Platz. Ein weiteres belgisches Team, mit den Fahrern Henri Quernette und Jean-Pierre Guyette, ebenfalls mit einem weißen S500 Cabrio/Hardtop (Nr. 78) mit dem Kennzeichen W3070, fuhren nach 6 Tagen ins Ziel.

## Nachfolger
1964 folgte das S600-Cabrio, sowie 1965 ein S600-Coupé, die aber in Deutschland nicht verkauft wurden.
1966 kamen 800 cm³-Motoren in die beiden Versionen, somit entstand der Honda S800. Auf dem Pariser Autosalon 1966 stellte Honda den S800 erstmals der europäischen Öffentlichkeit vor. In Japan war er schon im Januar 1966 präsentiert und verkauft worden. Ab Oktober wurde er exportiert und nach dem Aufbau des Händlernetzes war er ab dem 21. März 1967 auch in Deutschland zu haben. Der kleine Sportwagen wurde als Cabrio und Coupé mit 800 cm³-Motor und 67 PS angeboten.
1999, mit der Vorstellung des Roadster S2000 ließ Honda die alte Sportwagen Tradition wieder aufleben. Vom Namen her ist eine nahe Verwandtschaft nicht abzustreiten, obwohl sie vom Technischen her gesehen, außer den Drehzahlen, nicht viel gemein haben.

## Modellübersicht
| Technische Daten              | S360 Prototyp | S500 | S600 | S800 |
| ----------------------------- | --- | --- | --- | --- |
| Motor                         | Reihen-Vierzylinder-Viertaktmotor (Leichtmetall), wassergekühlt, DOHC, 4 Keihin-Horizontal-Drosselklappenvergaser | Reihen-Vierzylinder-Viertaktmotor (Leichtmetall), wassergekühlt, DOHC, 4 Keihin-Horizontal-Drosselklappenvergaser | Reihen-Vierzylinder-Viertaktmotor (Leichtmetall), wassergekühlt, DOHC, 4 Keihin-Horizontal-Drosselklappenvergaser | Reihen-Vierzylinder-Viertaktmotor (Leichtmetall), wassergekühlt, DOHC, 4 Keihin-Horizontal-Drosselklappenvergaser |
| Hubraum                       | 356 cm³ | (492 cm³) 531 cm³                                                                                                 | 606 cm³ | 791 cm³ |
| Bohrung × Hub                 | 49 × 47 mm | 54 × 58 mm | 54,5 × 65 mm | 60 × 70 mm |
| Verdichtung                   | 9,5 : 1 | 9,5 : 1 | 9,5 : 1 | 9,2 : 1 |
| Leistung                      | 33 PS bei 9000 min−1                                                                                              | 44 PS bei 8000 min−1                                                                                              | 57 PS bei 8500 min−1                                                                                              | 67,2 PS (49 kW) bei 7570 min−1                                                                                    |
| max. Drehmoment (SAE)         | 26,5 Nm bei 7000 min−1                                                                                            | 37,3 Nm bei 8000 min−1                                                                                            | 51 Nm bei 5500 min−1                                                                                              | 68,6 Nm bei 5800 min−1                                                                                            |
| Vergaser                      | Solex Mikuni BSW28                                                                                                | KEIHIN CVB 31-26-1/RP 35-29P-40                                                                                   | KEIHIN CVB 31-26-1                                                                                                | KEIHIN CVB 36N-30-A1/ab 1968=1000-338-00                                                                          |
| Motorgewicht                  | ? | 118 kg | 102 kg | 105 kg |
| Karosserie                    | Leiterrahmen mit Ganzstahlkarosserie                                                                              | Leiterrahmen mit Ganzstahlkarosserie                                                                              | Leiterrahmen mit Ganzstahlkarosserie                                                                              | Leiterrahmen mit Ganzstahlkarosserie                                                                              |
| Fahrwerk vorne                | Einzelradaufhängung mit Querlenker, Drehstab, Stoßdämpfer, Stabilisator                                           | Einzelradaufhängung mit Querlenker, Drehstab, Stoßdämpfer, Stabilisator                                           | Einzelradaufhängung mit Querlenker, Drehstab, Stoßdämpfer, Stabilisator                                           | Einzelradaufhängung mit Querlenker, Drehstab, Stoßdämpfer, Stabilisator                                           |
| Fahrwerk hinten               | Einzelradaufhängung mit Kettenkastenschwinge und Federbein                                                        | Einzelradaufhängung mit Kettenkastenschwinge und Federbein                                                        | Einzelradaufhängung mit Kettenkastenschwinge und Federbein                                                        | Starrachse, Längslenker, Federbein, Panhardstab                                                                   |
| Länge × Breite × Höhe (mm)    | 2990 × 1295 × 1146                                                                                                | 3195 × 1295 × 1146                                                                                                | 3300 × 1400 × 1200                                                                                                | 3335 × 1400 × 1215                                                                                                |
| Radstand (mm)                 | (TAS260=1950) 2000                                                                                                | 2000 | 2000 | 2000 |
| Bodenfreiheit (mm)            | 160 | 160 | 160 | 160 |
| Serienbereifung               | 5.20–12 2PR | 5.20–13 | 5.20–13 4PR | 145 oder 155 SR13                                                                                                 |
| Wendekreis                    | 8,4 m | 8,6 m | 8,6 m | 8,8 m |
| Leergewicht                   | 510 kg | 725 kg | 720 kg (730 kg Coupé)                                                                                             | 740 kg (755 kg Coupé)                                                                                             |
| Höchstgeschwindigkeit         | über 120 km/h | über 130 km/h | 145 km/h | 160 km/h |
| Beschleunigung 0–100 km/h     | ca. 20 s | ca. 18 s | 13,8 s (13,9 s Coupé)                                                                                             | 13,7 s |
| Tankinhalt                    | 25 Liter | 25 Liter | 30 Liter | 35 Liter (30 Liter Coupé)                                                                                         |
| Verbrauch (Super Plus 98 ROZ) | 5 l/100 km bei 90 km/h                                                                                            | 5 l/100 km bei 100 km/h                                                                                           | 5,3 l/100 km bei 100 km/h                                                                                         | 8 l/100 km bei 110 km/h                                                                                           |
| Neupreis                      | nicht im Verkauf                                                                                                  | 459.000 Yen (nur Japan)                                                                                           | 509.000 Yen (Japan)                                                                                               | 7.750 DM (1967)                                                                                                   |
| Produktionszeit               | 1961–1963 | Okt. 1963–Sept. 1964                                                                                              | März 1964–1966 | Jan. 1966–Mai 1970                                                                                                |
| Produktion (Stückzahl)        | 12 Cabriolet | 1353 | 13.084 | 11.523 |

## Produktions-Übersichtstabelle

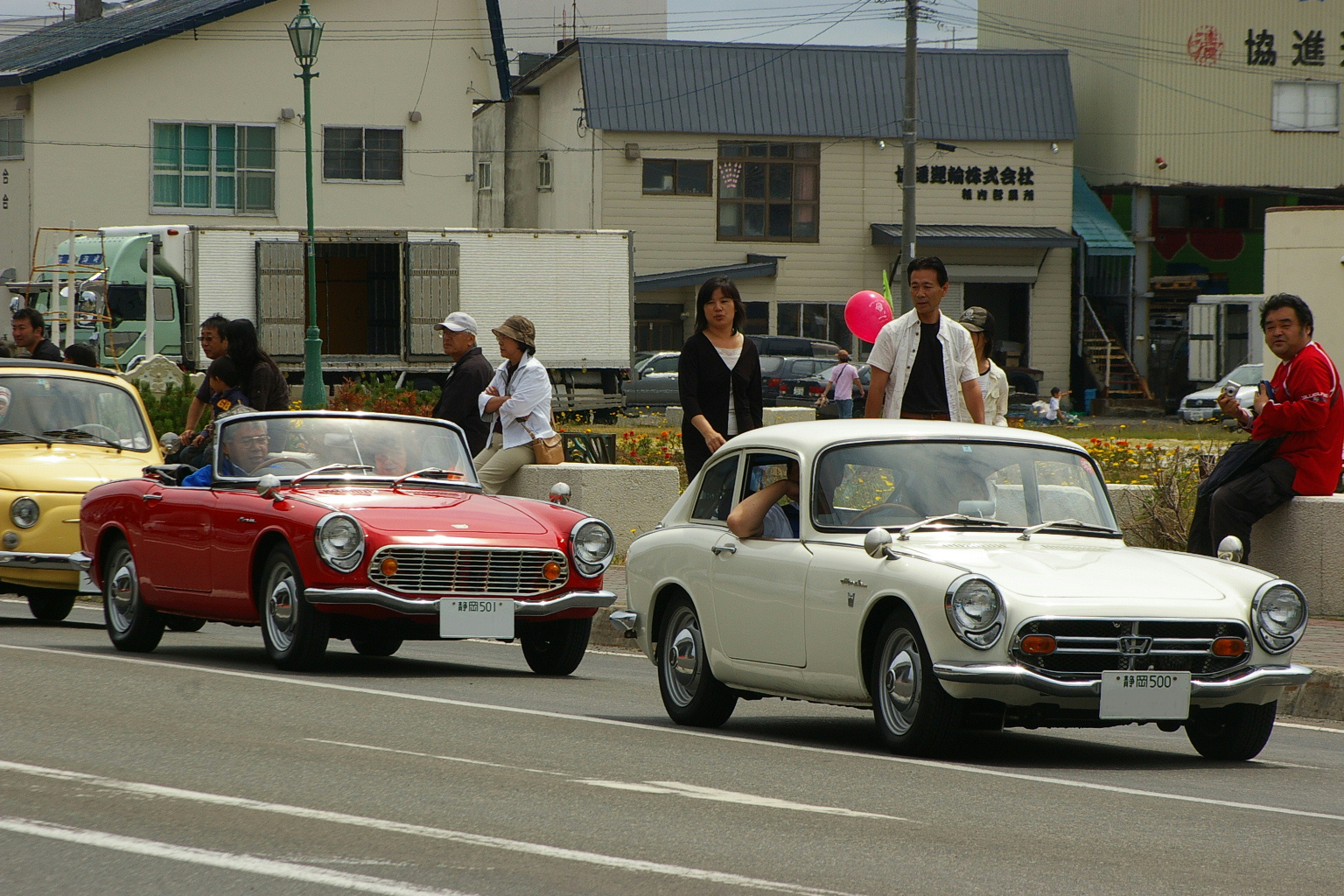
Honda S600 Cabrio + S800 Coupé in Japan

|           | S500 Cabrio | S600 Cabrio | S600 Coupé | S800 Cabrio | S800 Coupé | Gesamtstückzahl |
| --------- | ----------- | ----------- | ---------- | ----------- | ---------- | --------------- |
| 1963      | 136         |             |            |             |            | 136             |
| 1964      | 1227        | 3912        |            |             |            | 5139            |
| 1965      |             | 7261        | 1519       | 11          | 8          | 8799            |
| 1966      |             | 111         | 281        | 1734        | 539        | 2665            |
| 1967      |             |             |            | 888         | 4248       | 5136            |
| 1968      |             |             |            | 990         | 2291       | 3281            |
| 1969      |             |             |            | 147         | 509        | 656             |
| 1970      |             |             |            | 15          | 143        | 158             |
| Stückzahl |             | 11284       | 1800       | 3785        | 7738       |                 |
| Gesamt    | 1353        | 13084       | 13084      | 11523       | 11523      | 25.960          |